# I deportati di Botany Bay
I deportati di Botany Bay è un film del 1953 diretto da John Farrow.

## Trama
1878. La nave Charlotte salpa dall'Inghilterra e trasporta in Australia un gruppo di condannati che hanno ottenuto di commutare la pena di morte in esilio. In questo gruppo si trova anche un giovane americano, Hugh Tallant, studente in medicina. In attesa della revisione del suo processo, che avrebbe dovuto avvenire entro poche ore, ha tentato di fuggire, ma è stato ripreso, messo in catene e fatto partire con gli altri prigionieri. Il capitano della nave è il crudele Paul Gilbert, che dalla ciurma e dai prigionieri esige disciplina e rispetto infliggendo frustate e altre punizioni corporali. Un ragazzino viene lasciato morire assiderato, imprigionato in una cella in cui filtrava acqua gelida; sua madre che supplicava pietà viene uccisa a colpi di fucile. 
Durante la lunga traversata, Tallant cerca nuovamente di fuggire su una barca a remi insieme al secondo ufficiale, ma il tentativo ancora una volta non va a buon fine. I due vengono legati e rischiano una tortura che potrebbe costare loro la vita. Sally Munroe, una bella attrice condannata per furto, è innamorata dello studente, ma per evitargli il castigo cerca di lusingare il capitano Gilbert, il quale comanda comunque alla ciurma di eseguire la punizione. I due vengono fatti passare sotto la chiglia e riescono a superare la prova; il capitano allora ordina un secondo giro, ma l'ufficiale non sopravvive. A questo punto il reverendo Thynne chiede di fermare la brutale tortura minacciando di fare rapporto al Governatore australiano.
Giunta la nave in Australia, Gilbert insiste affinché i ribelli vengano impiccati, ma il Governatore si rifiuta. Intanto Tallant, una volta sbarcato, tenta ancora una volta la fuga ma, tradito da un compagno, viene catturato da Gilbert. Questi però viene ucciso dagli indigeni e Tallant, che ora potrebbe essere libero, si accorge che un marinaio ha i sintomi della peste: avverte subito il Governatore, fa mettere la nave in quarantena e cura egli stesso gli appestati. Graziato per il suo comportamento, Tallant sposa Sally e comincia una nuova vita in Australia.

## Produzione
Dopo il grande successo de La tragedia del Bounty, scritto dagli stessi autori di questo soggetto, era inevitabile che anche questo secondo romanzo destasse l'interesse dei produttori. La Paramount Pictures se ne assicurò i diritti per 50 mila dollari dell'epoca e la sceneggiatura era già pronta nel 1941. A causa dei ritardi dovuti alla guerra mondiale, la realizzazione venne programmata nel 1946 con Ray Milland come protagonista e con riprese esterne in Australia, ma la Paramount, preoccupata per i costi, decise ancora una volta di rinunciare.
Il progetto venne ripreso nel 1951 con Alan Ladd nel ruolo principale, ma con un budget molto più ridotto. Questo film sarebbe stato per Ladd il quinto sotto la direzione di John Farrow e l'ultimo sotto contratto con la Paramount; l'attore infatti stava per firmare con la Warner Bros. e la produzione non aveva intenzione di investire denaro su una star che poi avrebbe reso incassi per la concorrenza, per cui le riprese vennero effettuate interamente in California, con l'utilizzo di due canguri e quattro koala fatti spedire appositamente per il film. Gli animali vennero poi donati allo Zoo di San Diego. Per il ruolo di Ladd, americano di nascita, fu necessario modificare la sceneggiatura giacché egli non avrebbe potuto pronunciare le battute in maniera credibile impersonando un inglese.